# Наталија Гончарова
Наталија Сергејевна Гончарова (рус. Ната́лья Серге́евна Гончаро́ва; Тула, 4. јун 1881 — Париз, 17. октобар 1962) била је руски авангардни сликар, костимограф, писац, илустратор и сценски дизајнер. Њена прабаба-тетка била је Наталија Николајевна Гончарова, жена песника Александра Пушкина.

## Биографија
Наталија Гончарова је рођена у Тули на имању свог оца, познатог архитекте и математичара, Сергеја Гончарова. 1891. године породица се преселила у Москву, где је она 1901. уписала Московску школу сликарства, вајарства и архитектуре. Ту је упознала Михаила Ларионова, који је такође био студент исте школе. Касније су они формирали животну везу.
Ларионов и Гончарова су оснивачи двеју важних руских уметничких група: “Jack of Diamonds” (1909-1911) и много радикалније “Магарећи реп” (1912-1913). Магарећи реп је замишљен као намеран прекид утицаја европске уметности и успостављање независне руске школе модерне уметности. Како год, утицај руског футуризма је видљив и у даљим радовима Гончарове. У почетку преокупирана иконописом и примитивизмом руске народне уметности, Гончарова је постала позната због својих футуристичких радова, као што је „Бициклиста“, и својих рајонистичких радова. Као вође московских футуриста, Гончарова и Ларионов су организовали провокативна вечерња предавања у истом тону као и њихове италијанске колеге. Гончарова је такође била укључена у графички дизајн - писање и илустровање књиге у футуристичком стилу.
Гончарова је била и члан Плавог јахача, авангардне групе основане 1911. године. 1915. године она је почела да дизајнира костиме за балет и настанила се у Женеви. У Париз се преселила 1921. године, где је дизајнирала низ сценографија из Дјагиљевљевих балета.
Она и Ларионов постали су француски држављани 1939. године.
Умрла је у Паризу, 1962. године.

## Галерија
- Аутопортрет (1907)
- Жене са грабуљама (1907)
- Khorovod (1910)
- Бициклиста (1913)